# 李思忠 (怀化郡王)
李思忠，原名嗢沒斯，封懷化郡王，唐朝回鹘将领。开成五年（840年）回鹘汗国灭亡，他投降唐武宗，从此为唐朝效力。

## 背景
嗢沒斯早期的经历没有太多记载，生年不详。直到开成五年史籍才有关于他的记载。当年，黠戛斯人在可汗阿熱的率领下打败回鹘，杀死了回鹘可汗㕎馺可汗和宰相掘羅勿。回鹘人四散，有的投奔葛邏祿部，有的逃到吐蕃，有的逃到安西（在今新疆阿克苏）。九月，嗢沒斯和宰相赤心、僕固及贵族那頡啜率领一部分人到达唐朝边境的天德城（在今内蒙古自治区巴彦淖尔市）。据记载嗢沒斯是被杀的㕎馺可汗的弟弟。他们一边和其他少数民族部落贸易以求粮食，一边寻求唐朝的保护。

## 降唐
会昌元年（841年）二月，一支回鹘残部拥立贵族藥羅葛烏希为新可汗，称勿介可汗。八月，天德戍将田牟和监军宦官韋仲平想宣称嗢沒斯部为回鹘叛军，以帮助盟国回鹘平叛为由将其击溃，作为自己的战功。很多朝廷官员都赞同，但首席宰相李德裕指出勿介可汗登位时嗢沒斯早已逃到唐朝边境了，认为嗢沒斯部不是叛军。他劝说接受嗢沒斯投降。武宗虽没有当即同意，也命田牟不要激怒回鹘人，同时命河东（军部在今山西省太原市）、振武（军部在今内蒙古自治区呼和浩特市，天德城在其管下）两镇做好被回鹘攻击的准备。
二年（842年）三月，嗢沒斯认为赤心不顺从自己，向田牟伪报赤心图谋攻打天德。田牟将赤心、仆固诱杀。那頡啜率部分残部东逃。包括勿介可汗部在内的各种回鹘残部在唐朝北境劫掠，四月，李德裕进一步劝说接受嗢沒斯投降，希望借此鼓励其他回鹘贵族也来投降。当月嗢沒斯与大将多览率本国三部特勒、宰相、大酋等二千六百人、二千骑去振武军投降，武宗派宦官慰劳，五月再派鸿胪卿张贾安抚嗢没斯，六月，嗢没斯等到京师。任他为检校工部尚书、左（一作右）金吾卫大将军，封怀化郡王。武宗赐其部众米五千斛，绢三千匹。

## 效力唐朝
勿介可汗仍然在唐朝边境劫掠，还要求交还嗢沒斯，唐武宗拒绝。同时，嗢沒斯去长安觐见武宗。武宗封他的军队为歸義軍，任他为充歸義軍使，并赏赐牙旗、豹尾、刀器等及冠带。七月，为了表忠，嗢沒斯请求将家人安置在太原府，而让他和他的兄弟们去边境协助唐朝的防务。武宗命河东节度使劉沔善待嗢沒斯的家人，并赐嗢沒斯国姓，赐名李思忠。他的弟弟们阿歷支、習勿啜、烏羅思也分别被赐名为李思貞、李思義、李思禮。
李思忠部下军将阎禺去见振武节度使李忠顺，称朝廷册命黠戛斯，回鹘必嫉妒联络小番拦截汉族使者，故请求与黠戛斯合兵。八月，勿介可汗等回鹘残部仍然在威胁唐朝边境，李德裕认为回鹘所恃者不过李思忠和赤心，如今都已离叛，强弱之势可见，回鹘人犷悍，不顾成败，因失去二将就乘愤入侵，只要出师急击，必可破之，不应守险地示弱。九月，武宗命劉沔为兼招换回鹘使、李思忠为河西党项都将回鹘西南面招讨使、卢龙（军部在今北京）节度使張仲武为东面招抚回鹘使，在太原会师。李思忠主动请求和契苾、沙陀、吐谷浑等部落六千骑一起对回鹘作战，李德裕指出退浑部落与回鹘有仇未必与李思忠同心且可能生变，武宗命银州刺史何清朝和蔚州刺史契苾通率河东蕃兵去振武军协助他听他调动。李德裕等大臣商量提议令刘沔与幽州、振武、天德合大军置营栅，渐移向前逼敌，令李思忠领蕃、浑马军深入。李德裕等之前商议令契苾通等不受李思忠指挥，何清朝分领部落，临事取李思忠指挥，后来奉宣后又担心契苾通等不受李思忠指挥，不应分领，且仍担心李思忠不能制御退浑部落，李思忠虽然志诚效顺，但刚用他，也不可独任，应该由汉族将领分领才得宜，契苾通等虽是蕃人，已熟悉军务，应该愈发自我诫励，不敢不顺李思忠。诏命李思忠率回鹘、党项军队屯保太栅。刘沔请求留沙陀兵为己用，李德裕等商议李思忠请率蕃骑是因为言语相通便于指使，易定兵恐怕难以胜任，且进军少不了一二百骑蕃兵引路，故商量留一半沙陀兵给刘沔，另一半如前令与李思忠合兵。十一月，李思忠和張仲武决定暂缓军事行动，但李忠顺要求李思忠和他一起进攻回鹘，武宗命李思忠做好准备（但这次军事行动最终是否实施是存疑的）。李德裕又上奏消灭回鹘余部，请诏李忠顺令进军於山外黑车子去路截击，又担心振武军马少，提出可令何清朝押领李思忠下属沙陀五百骑、易定军马一千骑同去，到阴山后可令北蕃夹击。
三年（843年）正月，李思忠再次赴长安觐见武宗。因为认定唐朝边将怀疑自己，他要求将自己和弟弟们以及归义军副使贵族愛弘順一同送来长安。武宗同意了。二月，诏命归义军解散，回鹘士兵被分散到各镇为骑兵，厚赐粮食。五年（845年），武宗诏加李思忠一子九品正元官。李思忠的薨年不详。
李思忠所部回鹘人张君政随其内迁，在云中合罗川定居。张君政之子即唐朝末年河东军将领李存信。